# Trafikverksamhet
Trafikverksamhet är allt som kan försiggå på en järnväg och indelas i skydd (arbeten) och färder (exempelvis tåg). Det äldre begreppet för avlysta spår, bandisposition, används inte längre.

## Skydd
- A-skydd används för att spärra av ett område för arbete så ingen trafik kan förekomma där.
- D-skydd används när flera arbeten pågår inom ett större område. Viss trafik, spärrfärd, är då tillåten med begränsad hastighet (siktrörelse).
- E-skydd används vid arbete på kontaktledningen och innebär att strömmen frånskiljs.
- L-skydd används när man behöver utföra arbeten endast med lätta arbetsredskap och innebär att ett område är avspärrat.
- S-skydd används när arbete ska ske på signaler och inte kräver att man spärrar området för trafik.

## Färder
- Tågfärd (tåg) är att framföra fordon från en station till en annan (driftplats). Tåg körs alltid i en och samma riktning, den som anges i tidtabellen.
- Spärrfärd är att framföra fordon i valfri riktning mellan två stationer (driftplatser). Används oftast vid arbeten på spåren.
- Växling är att framföra fordon i valfri riktning inne på en och samma station (driftplats).